# Theodard Leitz
Theodard Leitz OFM (* 8. Mai 1915 in Karlsruhe-Rüppurr; † 27. Februar 1999 in Sigmaringen) war Bischof von Dourados.

## Leben
Theodard Leitz trat der Ordensgemeinschaft der Franziskaner (Ordensprovinz Thuringia) bei und empfing am 30. Juni 1940 das Sakrament der Priesterweihe.
Am 27. November 1970 ernannte ihn Papst Paul VI. zum Bischof von Dourados. Der Erzbischof von Freiburg, Hermann Schäufele, spendete ihm am 13. Februar 1971 die Bischofsweihe; Mitkonsekratoren waren der Weihbischof in Freiburg, Karl Gnädinger, und der Weihbischof in Rottenburg, Anton Herre.
Am 12. Mai 1990 nahm Papst Johannes Paul II. das von Theodard Leitz aus Altersgründen vorgebrachte Rücktrittsgesuch an.